# Leeuwenpaal

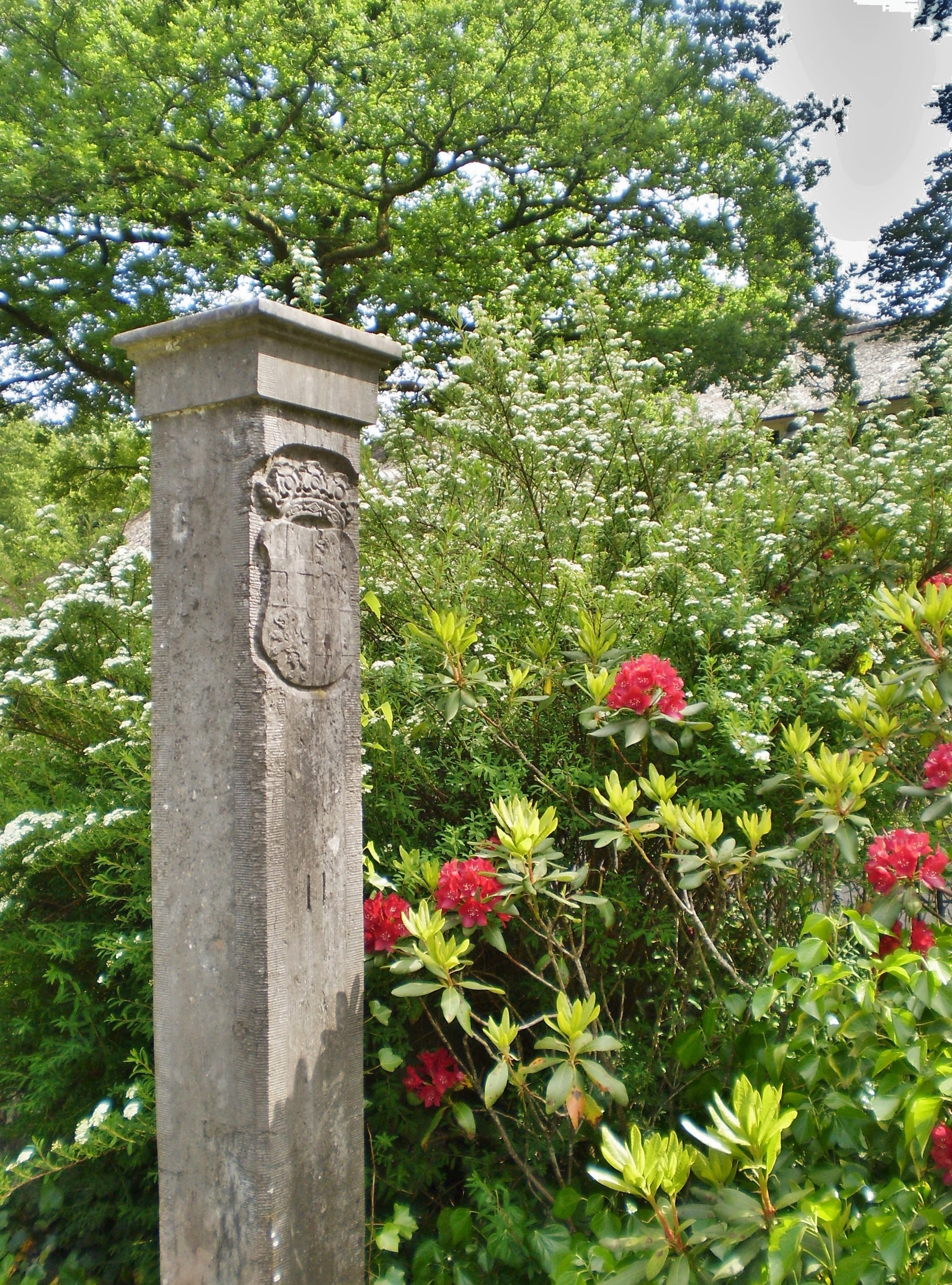
westzijde Leeuwenpaal 11 bij Groot Kievitsdal

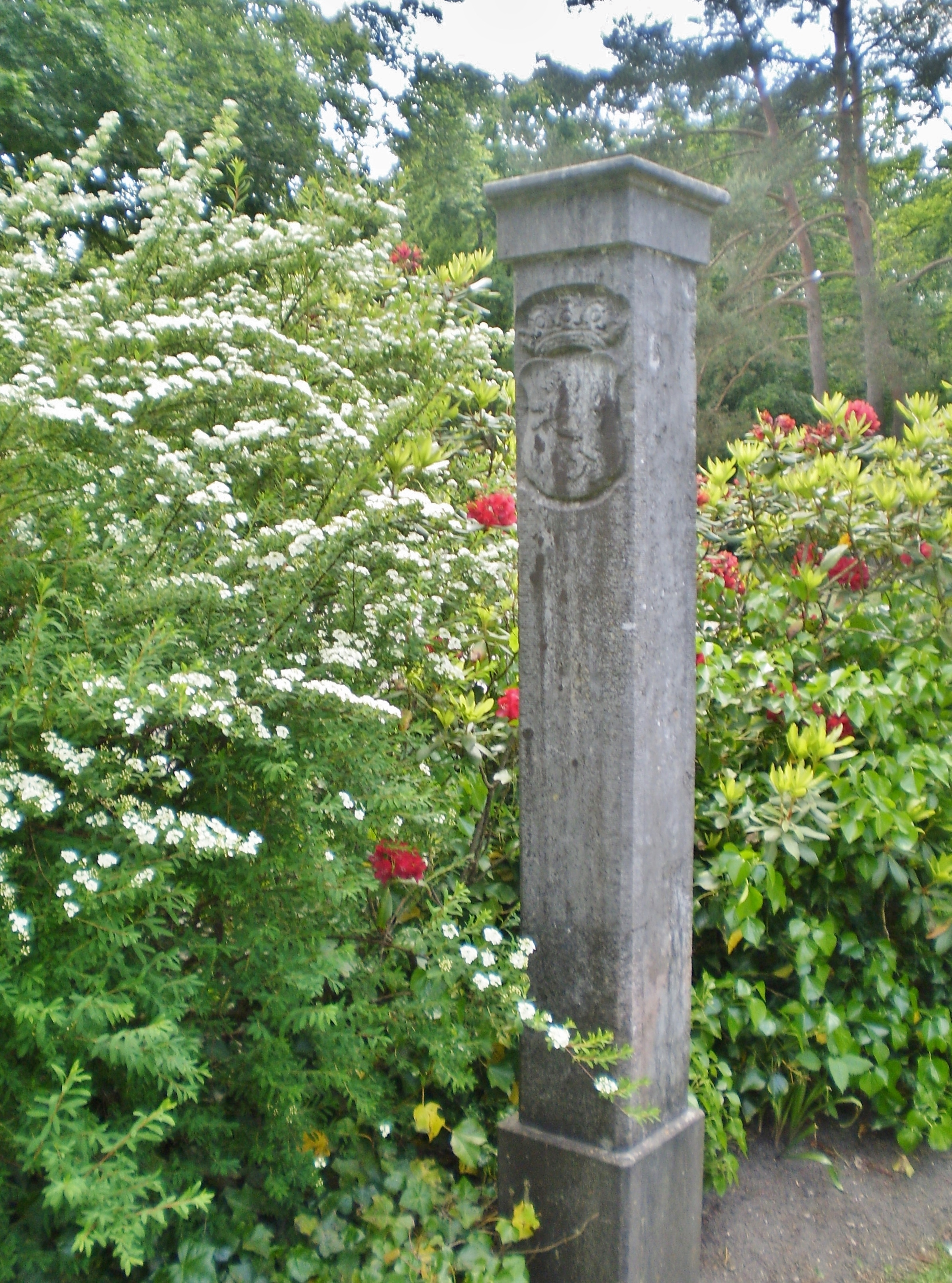
oostzijde Leeuwenpaal 11 bij Groot Kievitsdal

Een Leeuwenpaal is een grenspaal op de grens tussen Utrecht en Holland (later Noord-Holland). De palen tonen aan een zijde de staande leeuw uit het wapen van Holland. Aan de andere zijde staat het wapen van het Sticht, een staande leeuw en het bisschoppelijke wapen. Het wapen met twee kruisen en leeuwen is gericht naar Utrecht, het wapen met de leeuw naar Noord-Holland.

## Graaf van Holland en bisschop van Utrecht
In 1342 benoemde graaf Willem IV Jan van Arkel tot bisschop om de Hollandse belangen in het Sticht te behartigen. De kerkvorst keerde zich echter al snel tegen de invloed van Holland. Daarbij ging het door Holland bezette Eemnes in vlammen op.
De conflicten gingen onder meer over het gebruik van de veengebieden bij Eemnes door de Gooiers. Door de ontwatering van de veengebieden was het gebied geschikt geworden voor de profijtelijke turfwinning. Doordat de Eemnessers steeds westelijker gingen ontginnen raakten zij de belangen van de Gooiers.
Na deze grensconflicten tussen de graaf en de bisschop werd in 1352 de grens vastgelegd. Kort daarna braken echter nieuwe grensconflicten uit. Pas in 1356 konden de eerder overeengekomen grensafspraken worden uitgevoerd. Ook in het gebied rond de Vuursche bleven lang grensconflicten bestaan. In 1526 zou de grenslijn opnieuw worden bepaald.

## Leopaal
In het drassige gebied aan de Zuiderzee liet de bisschop op het noordelijkste punt een houten Leopaal slaan. Vanaf deze paal werd een rechte lijn getrokken richting de Utrechtse Domtoren. Door middel van greppels, paden en sloten werd de grens tussen Holland en het Sticht daarna bevestigd. De huidige Goyergracht is het gevolg van zo'n ingreep. De aanslibbingen tussen de Leopaal en de Zuiderzee vielen daarbij toe aan het land waar die aanwassen zich hadden voltrokken: Nu ist notorii juris et antique consuetudinis, dat aenwasse toebehoiren aen den lande, daer die aenwassen zijn Het oostelijk deel was dus Stichts en het westelijk gelegen land was Goois.
De Leopaal staat tegenwoordig aan de noordzijde van Blaricum bij de verkeerslichten bij afrit Huizen van de autosnelweg A27 bij de Bijvanck. Begin jaren zeventig van de twintigste eeuw werd de paal verplaatst in verband met de aanleg van de A27. Deze leeuwenpaal is echter een replica, het origineel uit 1719 bevindt zich in Museum Hilversum.

## De palen
In 1719 werden langs de hele grens, vanaf Laren genummerd, nog 22 hardstenen scheydtpalen geplaatst. Artikel 19 van het opgestelde contract vermeldt: Er zullen op iederen hoek en voorts op een afstand van 200 roeden suffisante scheidspalen gesteld worden, op dewelke aan de Gooische zijde zal worden gesneden het wapen van Holland en aan de Stichtse zijde het wapen van Utrecht. Aan Utrechtse zijde stond dus het wapen van de provincie Utrecht (een combinatie van de wapens van Holland, Sticht en stad Utrecht) en aan Noord-Hollandse zijde het wapen van graafschap Holland.
In 1923 bleken acht scheidpalen te zijn verdwenen. In 1925 werden daarom nieuwe palen geplaatst naar een ontwerp van de Delftse hoogleraar A.W.M. Odé. De nieuwe grenspalen zijn goed te onderscheiden. Zo zijn de oude palen rechthoekig afgesloten, de jongere koppen zijn meer afgerond.  Op de oude palen staat boven de uitgehakte wapenschilden een kroon. Alle palen kregen een betonnen voet onder het maaiveld, maar desondanks bleef herstel en vervanging noodzakelijk. Om scheuren te voorkomen werden in 1939 wel koperen knelbanden om de palen aangebracht. Een aantal palen dateert echter nog wel uit 1719. Ook in de negentiende en twintigste eeuw werden nog vervangende leeuwenpalen gemaakt.

## De grens
De eerste zestien leeuwenpalen staan op de oostelijke grens. De rooilijn is gericht op de Utrechtse Dom, uitgezonderd vier grensvakken, die alle een iets andere richting aannemen. Deze oostelijke grens vanaf de leopaal werd gevormd door de Gooyergracht, Dr. Albert Schweitzerweg, Gooiersgracht en Hollandsesloot. Dit deel liep kaarsrecht vanaf de Leopaal bij de Zuiderzee richting de Domtoren in Utrecht tot aan de Vuursche Dreef in Hollandsche Rading. De grenslijn wordt op kaarten aangeduid als Gooiergracht, Limietscheiding, Hollandse sloot, Hollandse spoor, ra of rading. Waar de provinciegrens samenvalt met die van Baarn staan de palen 8,9, 10 en 11.
De overige zes leeuwenpalen staan op de zuidgrens vanaf de Vuursche Dreef in een rechte lijn naar het westen over Egelshoek tot langs het Tienhovens kanaal (Graaf Floris V weg en Kanaaldijk). Een andere met name genoemde stenen grensmarkering is de zogenoemde Blauwe Zerk. Ook enkele hofsteden als die van Werner en van de abdis van Elten werden destijds als grensmarkeringen of ijkpunten opgegeven.